# (7561) Patrickmichel
(7561) Patrickmichel est un astéroïde de la ceinture principale.

## Description
(7561) Patrickmichel est un astéroïde de la ceinture principale. Il fut découvert le 7 octobre 1986 à la station Anderson Mesa par Edward L. G. Bowell. Il présente une orbite caractérisée par un demi-grand axe de 2,78 UA, une excentricité de 0,24 et une inclinaison de 9,8° par rapport à l'écliptique.
Il est nommé d'après l'astrophysicien français Patrick Michel.

## Compléments